# Kir

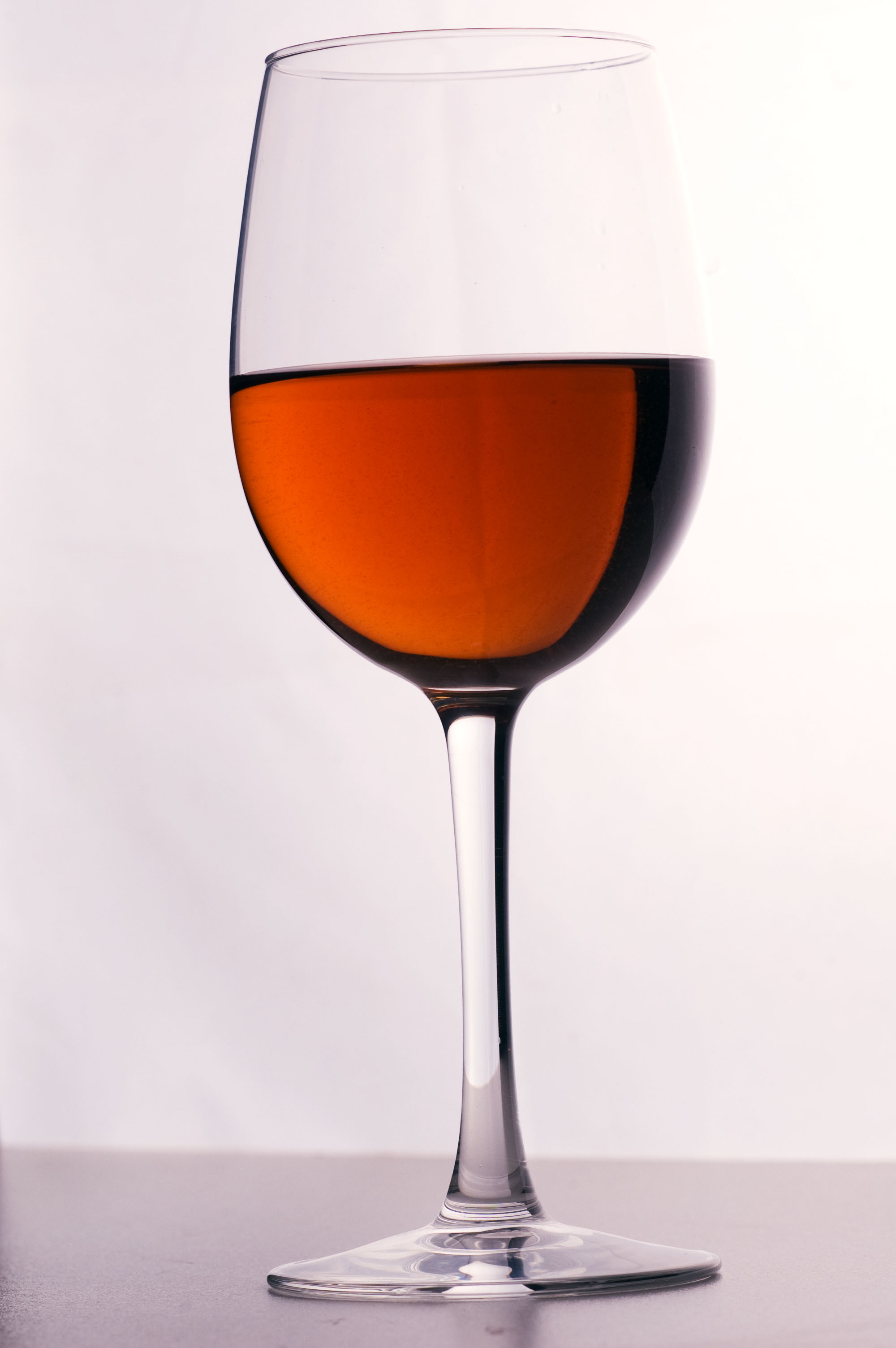
Kir

Kir ist ein Mischgetränk aus Weißwein und Crème de Cassis, einem Likör von schwarzen Johannisbeeren. Wird Champagner statt Wein verwendet, spricht man von einem „Kir Royal“. Der Cocktail wird vor allem als Aperitif getrunken. In der Bretagne wird oft anstelle des Champagners Cidre verwendet und dieses Getränk als „Kir Breton“ ausgeschenkt.

## Rezept

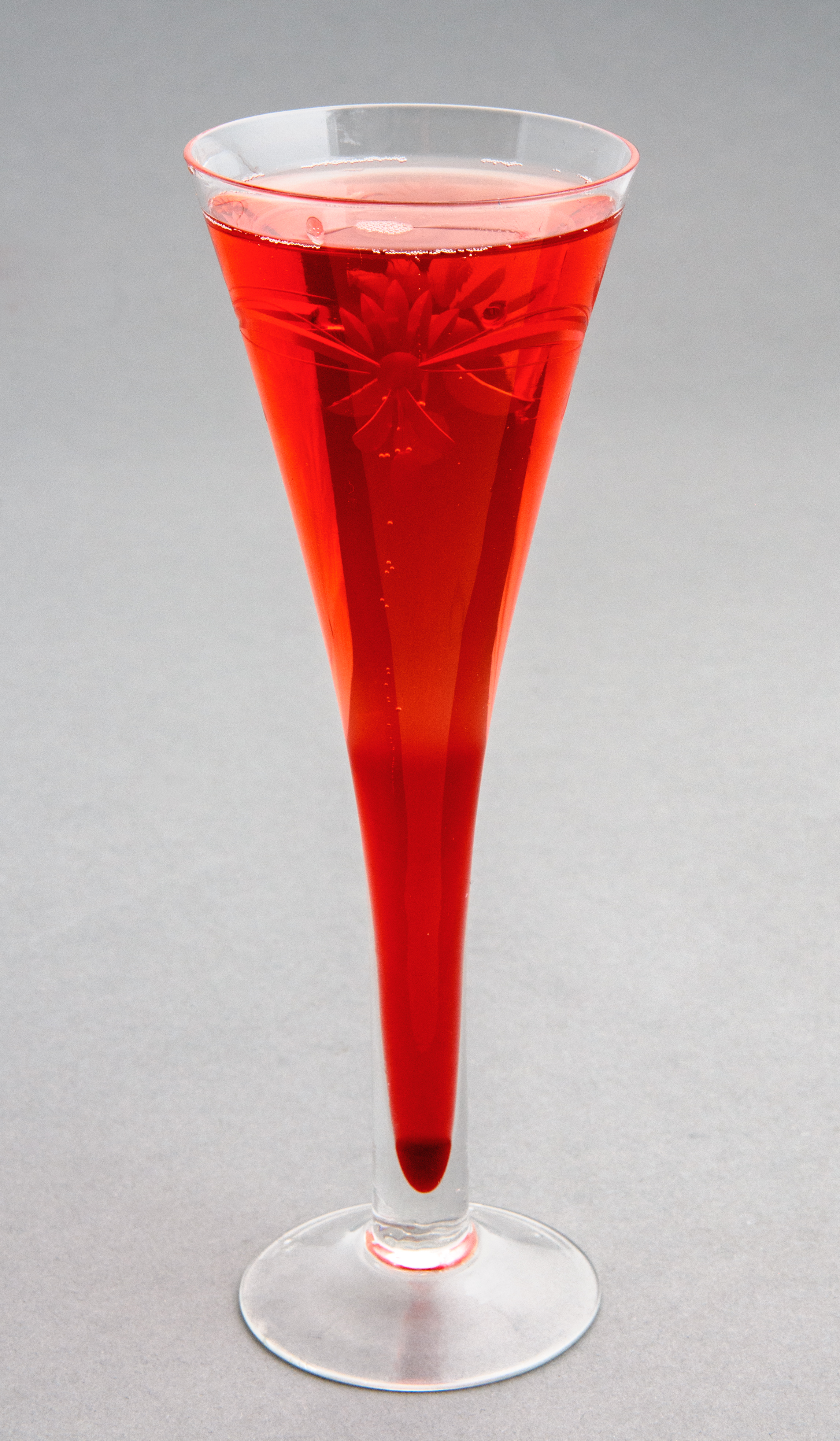
Kir Royal

Für Kir wird zu einem Glas trockenen Weißweins – klassisch wird die Rebsorte Aligoté verwendet, ein trockener und meist milder Wein der Côte d’Or  – etwa ein Zehntel Crème de Cassis gegeben. Lässt man den Likör mit seiner höheren Dichte vorsichtig in das Glas gleiten, sinkt er zum Boden ab, sodass sich ein ansprechender Farbverlauf ergibt und das Getränk umso süßer wird, je weiter man es austrinkt.
Für Kir Royal wird ein Teil Crème de Cassis in ein Sektglas bzw. eine Champagnerschale gegeben und mit neun Teilen gekühltem Champagner aufgefüllt.

## Geschichte
Félix Kir (1876–1968), ein Kanoniker und Bürgermeister von Dijon, machte das bei den Weinbauern in der Region beliebte Getränk Blanc-Cassis zum offiziellen Getränk der Region, das bei Empfängen im Rathaus ausgeschenkt wurde, denn die Côte d’Or ist ein wichtiges Anbaugebiet für die Schwarze Johannisbeere, die Grundlage für den Cassis. Félix Kir war auch Alterspräsident der Französischen Nationalversammlung. Er war nach dem Zweiten Weltkrieg zusammen mit Konrad Adenauer und Ludwig Erhard ein Mitbegründer der deutsch-französischen Freundschaft, wofür er mit dem deutschen Bundesverdienstkreuz ausgezeichnet wurde.
In den 1980er-Jahren verbreitete sich der Kir außerhalb Frankreichs, vor allem in der sogenannten Schickeria. Aufgrund dieser Verbreitung wurde die in der Münchener Schickeria spielende Fernsehserie „Kir Royal“ von Helmut Dietl aus dem Jahr 1986 nach dem Getränk benannt.

## Mischklasse
Inzwischen ist der Name Kir auch zum Namenspatron einer ganzen Klasse von Cocktails geworden, die analog dem Kir Royal aus Champagner oder Sekt und einem Fruchtlikör hergestellt werden, so z. B. Kir Blackberry mit Brombeer- oder Kiwi Kir Royal mit Kiwilikör.